# A Beautiful Sunset
『A Beautiful Sunset』（ア・ビューティフル・サンセット）は、コミック版『バフィー 〜恋する十字架〜』の第8シーズンの第11作。第12話の『Wolves at the Gate』の前編になる作品であり、グラフィック・ノベルの『Wolves at the Gate』では第1章として収録された。発売日は2008年2月8日。

## 表紙画
ジョージ・ジーンティ作とジョン・フォスター作の2種類が存在する。

## 作者
- スクリプト：ジョス・ウィードン
- 線画：ジョージ・ジーンティ
- インク：アンディ・オーエンズ
- 色：マイケル・マドセン
- 文字：リチャード・スターキングスとコミッククラフトのジミー

## ストーリー
サツとともにバンパイア退治に赴くバフィー。墓地に到達したときバフィーはサツが着地に失敗するなど、彼女の行動にミスが多いことに気づく。サツが自分を愛してることを知ったバフィーは動揺し、サツを蹴りつける。このとき、謎の男トワイライトが現れる。

## キャラクター
- バフィー・アン・サマーズ
バンパイア・スレイヤー
- ザンダー・ハリス
- ドーン・サマーズ
バフィーの妹。
- サツ
バンパイア・スレイヤー
- ローナ
バンパイア・スレイヤー。回想シーンで登場する。
- アンドリュー・ウェルズ
ウォッチャー。名前のみの登場。
- トワイライト
謎の男。宙を飛ぶ魔法使い。かなりの怪力だがドジでもある。
- サーモン・ドフラー
バンパイア・スレイヤー。ウィローの魔力によりスレイヤーになったが、『A Beautiful Sunset』 の冒頭で強盗事件を起こす。
- ケイレブ
元神父。回想シーンで登場。